# 1880 w polityce
Wydarzenia polityczne w 1880 roku.

## Zmarli
- 21 czerwca Theophilus Holmes, amerykański generał[1].